# Księstwo Lancaster
Księstwo Lancaster – jedno z dwóch księstw w Anglii, obok księstwa Kornwalii. Powstało w 1351 roku, kiedy Henryk Grosmont został mianowany księciem  Lancaster przez Edwarda III. Po jego śmierci w 1361 roku kolejnym księciem został jego zięć, Jan z Gandawy. Od 1399 r., kiedy kolejny książę Lancaster, Henryk Bolingbroke, po zdetronizowaniu Ryszarda II objął władzę w Anglii jako Henryk IV, każdy kolejny książę Lancaster był również królem Anglii. W 1461 roku król Edward IV zdecydował, że księstwo Lancaster zostanie oddzielone od ogółu posiadłości królewskich (Crown Estate), ale będzie dziedziczone wraz z koroną. Od czasu kiedy Jerzy III w 1760 r. przekazał kontrolę nad dochodami z Crown Estate Skarbowi Państwa, brytyjski monarcha zachowuje kontrolę jedynie nad dochodami z Księstwa Lancaster. Dochód netto księstwa jest wypłacany panującemu władcy i wynosi około 24 milionów funtów rocznie. 